# Cerre-lès-Noroy
Cerre-lès-Noroy – miejscowość i gmina we Francji, w regionie Burgundia-Franche-Comté, w departamencie Górna Saona.
Według danych na rok 1990 gminę zamieszkiwało 177 osób, a gęstość zaludnienia wynosiła 18 osób/km² (wśród 1786 gmin Franche-Comté Cerre-lès-Noroy plasuje się na 567. miejscu pod względem liczby ludności, natomiast pod względem powierzchni na miejscu 445.).